# Szintézis (együttes)
A Szintézis egy magyar progresszív rockegyüttes. Ismeretes még: Synthezis, Gerot’s Synthezis Group, Gerots Group néven.

## Története

### Kezdetek
A Szintézist 1974-ben alapította Gerots Zoltán (1956.08.04.  – ) zeneszerző, billentyűs hangszeres.
Első fellépés: Fővárosi Bíróság klubja. Bár a Szintézis par excellence billentyűs trió – ezen az első koncerten duóként léptek fel: Gerots Zoltán mellett Bakos Gábor játszott dobokon. Mind a ketten énekeltek is, kizárólag saját szerzeményeket.	
A duó hamarosan trióvá bővült: Trajkovics János gitárossal az első Szintézis-klub is elindult, a MOM legendás kör alakú művelődési központjában játszották első progresszív szerzeményeiket. Ezek zenéjét, szövegét – mint a zenekar története alatt mindvégig – Gerots Zoltán írta. Már ekkor is játszották – az évtizedeken át műsoron tartott – Acélkerekek és A 6224-es éjszakai tehervonat című számaikat. (A Szintézis klubbal egyidejűleg a MOM kupolatermében is játszott rendszeresen egy másik együttes, az első magyar női rockzenekar, a Vadmacskák – óriási sikerrel. Az élet pikantériája: senki sem gondolta volna akkor, hogy ennek a zenekarnak a basszusgitárosa, Fáy Krisztina később a Szintézis meghatározó tagja lesz…)
A trió – ha rövid ideig is, négytagúvá bővült: Kovács István basszusgitáros csatlakozásával újabb klubba került át a zenekar: az angyalföldi Habselyemgyárban játszották az immár hardrock-vonulatú zenéjüket.

### Az első lemez: Honvágy a csillagokba (1977)
A növekvő érdeklődés ellenére Gerots a hardrock felől inkább a progresszív irányzatok felé fordította a zenekar kormányrúdját, és váltott billentyűs-trióvá. A „klasszikus”, első Szintézis 1976-ra alakult ki: Gerots Zoltán mellé Pócs Tamás basszusgitáros és Horváth Tibor (később Ablonczay névre váltó) dobos csatlakozott. Velük készült el 1977-ben a zenekar első nagylemeze, a Honvágy a csillagokba.	
A lemezt Gerots Zoltán festőművész édesapjának a műtermében, műtermi koncert-sorozaton népszerűsítették, majd több tehetségkutató sikeres abszolválása után kerültek az akkor leghíresebb nagy, egyetemi klubok színpadára (KEK, „E”-klub, SOTE, Kandó, Közgáz stb.)

### Nyolcvanas évek, az Utolsó háború megírása
A trió basszusgitárosa, Pócs Tamás „átkéredzkedett” a frissen alakult újabb progresszív zenekarba, a Solarisba. A két csapat között ennek ellenére nemhogy ellenségeskedés, hanem inkább barátság szövődött, olybá, hogy a Solaris új klubjaiba többször meghívta a Szintézist vendégszerepelni (FMH, Postás klub stb.) Miközben folyamatosan ment Pócs helyére a „casting” – Meixner László, Feltser Gyula játszott legtöbbször a basszusgitáros posztján – Gerots lassan befejezte monumentális, kezdetben 7, majd 12 tételes művét, az „Utolsó háborút”. Megoldódott a végleges basszusgitárosi pozíció is: Fáy Krisztina csellóművész, a Vadmacskák korábbi sztárja került a trióba, kifejezetten a basszusgitározás melletti csellózás kívánalmával. (Fáyt a nagybőgő-virtuóz szólista: a Szintézissel több közös koncertet adó Lőrinszky Attila ajánlotta a zenekarba.) Az Utolsó háború befejeztével a zenekar bekerült a színházi világba is, a darabot sorra vitték különböző színpadokra, legelőször a Szkéné Műegyetemi Színpadon került előadásra, később rendszeresen a Pinceszínházban játszották. Itt Arnóti András festőművész diaporáma-előadása kíséretében adták elő.

### A rendszerváltás előtti és közvetlen utáni évek
Fáy Krisztina csatlakozásával lehetőség vált a komolyzenével való közelebbi kapcsolatra: megalakult a Szintézis Társaság, melyben neves művészekkel járták az egyetemi kollégiumokat, „házhoz víve” a komolyzenét. Nagyszerű partner volt ebben Fellegi Ádám, Szokolay Balázs zongoraművészek, Matuz István fuvolaművész, Németh János szaxofonművész (a Mini együttes korábbi tagja). Gerots mind Németh János, mind pedig Fáy Krisztina részére írt egy-egy szaxofon ill. csellóversenyt szólóhangszerre és jazz-rock trióra. A zenekar klasszikus zenei tevékenységére felfigyelt Koltay Gábor rendező, és meghívta a zenekart az 1985-ös Világ Ifjúsági Találkozóra. A gálaműsorban Bartók Este a székelyeknél c. művének átiratát játszották, a VIT-koncertjein viszont végig a saját progresszív műsort adták elő. A klasszikus átiratokkal turnéra is indultak, az egyik legismertebb egyetemi klubban, a műegyetemi „E”-klubban – a sok hardrock, pop és country előadó után – ők voltak az elsők, akik ilyen jellegű koncertet adtak...

### Szintézis a kilencvenes évek klub boom-jában
A rendszerváltást követően teljesen átalakult a hazai koncertezési struktúra: egymás után nyitottak ki előbb a fővárosban, majd vidéken a rock, blues és jazz klubok. A Szintézis a saját programja mellett teljes jazz, blues és rock szetlistet is képes volt játszani, így fordulhatott elő, hogy egy nap pl. három, különböző jellegű koncertet is adhattak (Hotel Kempinsky/blues, Jazz Café/jazz, majd Baja/rock.) A műsorban is extrém változtatásokra voltak képesek, a miskolci egyetemi napokon (MEN) adott egyik koncertjüket a Satin Doll c. jazz-standarddal kezdték, a végét a Born to Be Wild rockhimnusszal zárták, miközben az Utolsó háborúból is játszottak részleteket – sikerrel. Legnevesebb kluboknak lettek nyitó- ill. házigazda zenekara: Biliárd fél 10, Ballantine’s club, Jazz Café, Made In World; rendszeresen játszottak az  International Merlin Jazz Clubban, a Rock Caféban, a Long Jazz Clubban stb. Saját klubot működtettek a Hotel Rubinban, az Erzsébet jazz clubban és számos más helyen.

### A Próbatétel, 1992
Az egyre népszerűbb együttesre felfigyelt a Magyar Filmgyár is, hathatós támogatásukkal jelent meg a zenekar Próbatétel című anyaga: kazettán és videón egyszerre. A koncert a budapesti Biliárd fél 10 jazz klubban került rögzítésre.
A rengeteg koncert és a helyszínek körülményei azonban nem kedveztek Fáy Krisztina csellóinak, így Fáy basszusgitárra váltott a turnézás közepette. A trió számos külföldi meghívásnak eleget tett, eljutott pl.Zürichbe a legendás Moods klubba, ahol a közönség ötször tapsolta vissza felállva a Magyar tánc című számukat… Meghívást nyertek a turkui (Finnország) jazz-fesztiválra, ám Gerots Zoltán váratlan betegsége ezt meghíúsította. A Szintézistől távozó Ablonczay Tibor helyére kerülő Németh Miklós, majd Szabó „Blöró” István dobossal még folytatták a magyarországi turnézást, ám a billentyűs betegsége felfüggesztette a zenekar koncert-tevékenységét.

### Utolsó háború, 2000
Az évi közel 300 koncertet adó zenekarra a hazai progresszív irányzatokat felkaroló
Periferic Records vezetője is felkapta a fejét, és kiadta az évek óta sikerrel játszott Utolsó háború című koncept-művüket. Kérése csupán annyi volt: az eredeti 7 tételhez írjon még néhányat Gerots Zoltán – így született meg a darab végül is 12 tételes végső verziója. A lemezt kitűnő sajtókritika fogadta, még az a Metal Hammer újság is írt – többször – róla, ahol,  ritkaság a gitár nélküli zenék dicsérete… A darab progresszivitása ellenére sok televíziós meghívást is eredményezett, a konkrét zenei műsorokon kívül meglepő módra reggeli, délutáni adásokba is bekerült a csapat… (MTV, TV2, RTL klub…)

### Jézus a városban, 2002
Gerots az Utolsó háború fogadtatásától fellelkesedve azon nyomban nekiült egy újabb koncept-lemez, a Jézus a városban című anyag megkomponálásának, amely két év alatt el is készült. A zenekar lassan teljesen leállt a koncertezéssel, csak televíziós megjelenéseken vett részt. A zenekari tagok más együttesekben folytatták a munkát.

## Diszkográfia
Albumok
- Honvágy a csillagokba (Magyar Rádió és Televízió Hangstúdió), 1977
- Próbatétel (Élő felvétel, Biliárd fél 10 jazz klub), 1992
- Utolsó háború (Synthezis Studio - Periferic Records), 2000
- Jézus a városban (Synthezis Studio), 2002

Kislemezek
- Hullámmozgások / Támadás (Hungaroton), 1983

## Tagok

### A Szintézis tagjai voltak
Gerots Zoltán - billentyűs hangszerek
Trajkovics János - szólógitár
Kovács István, Pócs Tamás, Kende Gábor, Meixner László, Feltser Gyula - basszusgitár
Fáy Krisztina - cselló, elektromos cselló
Bakos Gábor, Ablonczay Horváth Tibor, Németh Miklós, Szabó „Blöró” István, Őry Tamás dr. - dobok

### Koncert közreműködők
Bata István - ének, Fazekas Csongor - szájharmonika, Idrányi Ildikó - dobok, Jávori Vilmos - dobok, Németh János - szaxofon, Vastagh Gábor - gitár

### Technikai munkatársak
Fekete „Hümér” László, Herédi „Pumukli” András, Kiss Csaba, Marosvári Ferenc, Miklós László, Oravecz László, Pándorfalvi Zoltán, Szemes László, Vasadi Gábor